# 競技游泳
競技游泳是在水中靠浮力，借自身肢體動作在水中運動前進的個人或團體運動競賽，場地可能是在游泳池或是開放水域（例如海或是湖泊）。競技游泳是奥林匹克运动会運動中的熱門項目之一，可分為蝶泳、仰泳、蛙泳、自由泳及混合泳等。除了個人比賽外，也有接力賽，由四名游泳選手以自由泳或是混合方式進行。混合接力賽會由四名選手分別以不同的方式比賽，依序是仰泳、蛙泳、蝶泳及爬泳。每一種游泳姿勢都有其特定的技巧，在比賽中，也有針對各游泳姿勢的對應規則。也有有關可以在比賽中使用的泳衣及泳帽種類的規定。雖然競技游泳可能會造成運動傷害，例如膝蓋或是肩部的肌腱炎，但游泳有不少健康上的好處。

## 歷史
游泳在1830年代開始在英國成為競技型的娛樂活動，第一個室內游泳池St George's Baths在1828年開放大眾使用。自從1837年起, 英國游泳協會（British Swimming）在六個倫敦的人工游泳池定期舉辦比賽。游泳活動越來越受歡迎，1880年成立了第一個國家的監管單位英國業餘游泳總會，當時在全英國已有三百個地區性的游泳俱樂部。

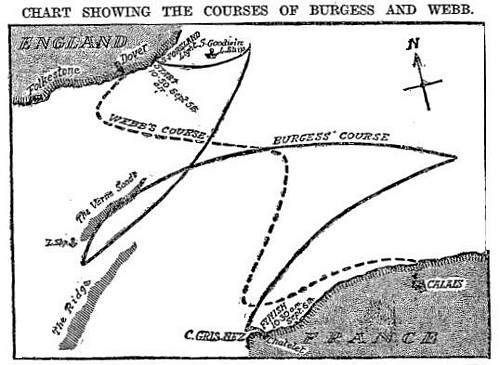
Matthew Webb和T.W. Burgess分別在1875年和1911年游泳橫渡英吉利海峡，圖中是他們的路徑。

1844年時，有二名美洲原住民參加了倫敦的游泳比賽，在歐洲觀眾前面示範了捷泳。特拉真結合了一些南美原住民的游泳姿勢, 在1873年發明了特拉真式，在英國的地區比賽中奪冠。這種游泳姿勢在目前仍認為是最有威力的。
Matthew Webb船長在1875年泳渡英國和法國之間的英吉利海峡，是第一位泳渡英吉利海峡的人，他用的是蛙泳，在21小時45分鐘內游了34.21公里。36年後的1911年，T.W. Burgess才打破他的記錄。
其他歐洲國也開始建立游泳聯合會：德国在1882年成立，法国在1890年成立，匈牙利在1896年成立。第一個歐洲業餘游泳比賽是在1889年於維也納舉行。第一個女子游泳比賽是在1892年於蘇格蘭舉行。
1894年6月16日，在巴黎成立国际奥林匹克委员会时，游泳被列为1896年奥运会的项目之一。1908年，國際游泳聯合會（FINA）成立。女子游泳在1912年納入奥运会项目之一。第一次奧運會外的國際女子游泳比賽是1922年女子奧運會（1922 Women's Olympiad）。蝶泳在1930年代發展，最早是蛙泳的變形，在1952年認可蝶泳是獨立的游泳姿勢。

## 游泳競賽

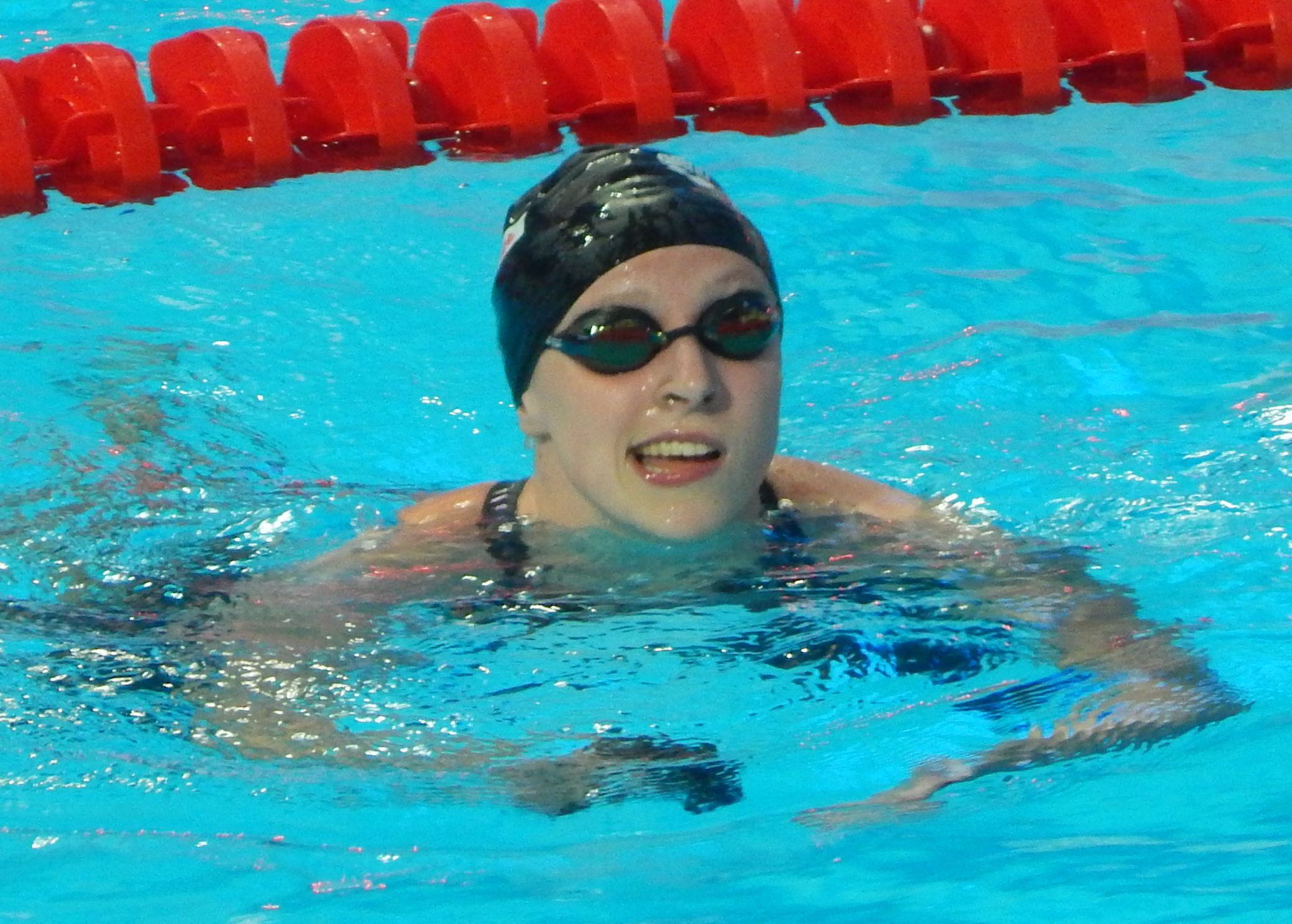
姬蒂·雷德基在2016年獲得400公尺和800公尺自由式的冠軍

游泳競賽在19世紀時開始流行。高階游泳競賽的目的一方面是擊敗對手，另一方面也是打破個人或是世界紀錄。競賽中的游泳要達到最快的速度，因此需使產生的阻力降到最低。有些職業游泳者不是國家級或是全世界的記錄保持者，但因為其游泳技巧，仍被視為是最好的選手。
一般而言，運動員在一整個訓練周期中，訓練的一開始和中間會有過量的運動量，在最後階段，接近比賽時，運動量會慢慢減少。在重要比賽前減少訓練量的作法稱為減量練習。減量練習是讓游泳者的身體沒有完全停止練習，但有些休息。最終階段是"shave and taper"：游泳去除身上的體毛，以減少阻力，在水中更光滑，也更能感覺到水的流動。shave and taper也會磨去皮膚上的角質，讓新的皮膚露出來，可以讓成績進步幾個微秒。

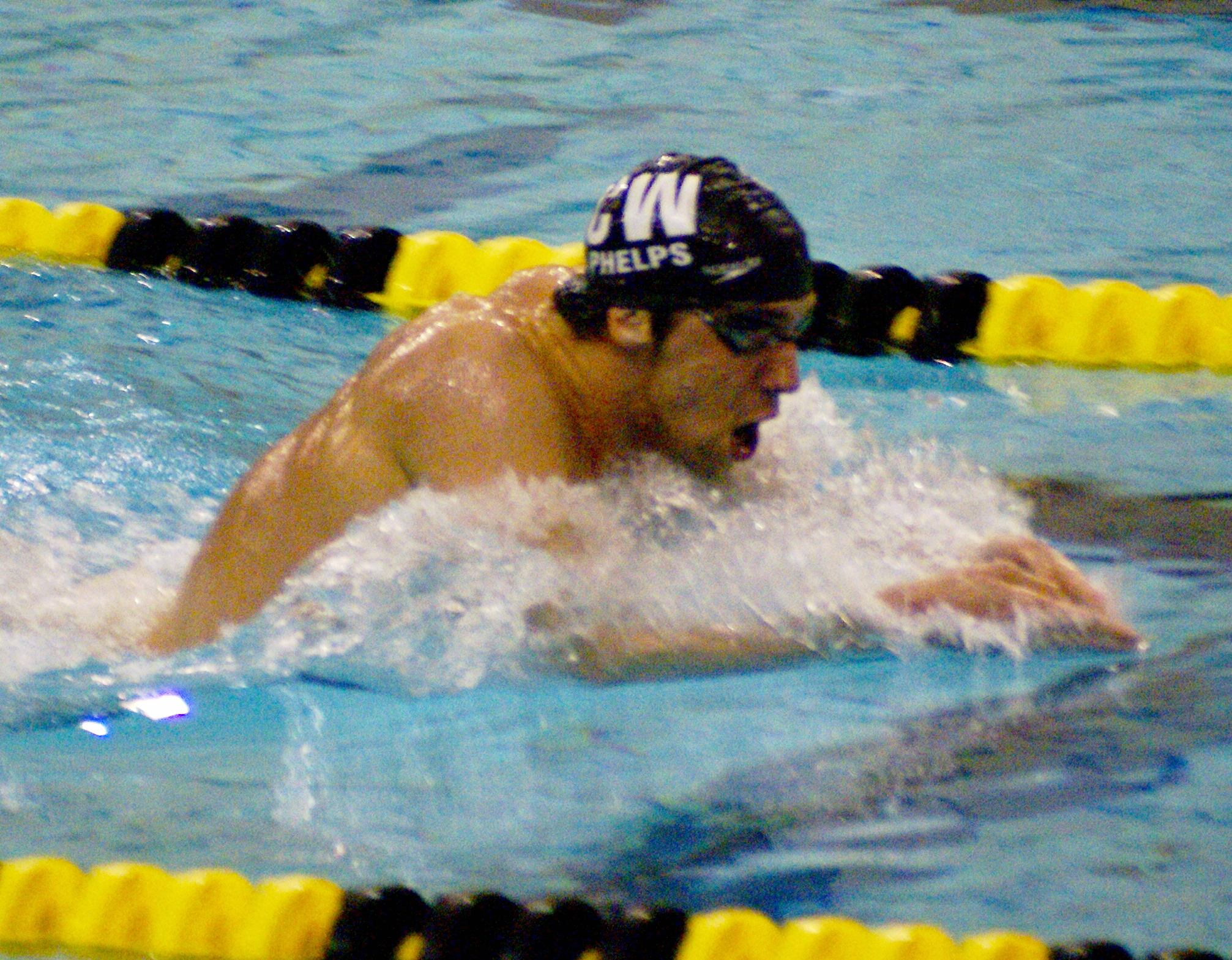
迈克尔·菲尔普斯是400公尺混合式世界紀錄保持者，也是奧運金牌得主

游泳是夏季奥林匹克运动会的比賽項目之，男子和女子都有16個項目。奥运会的游泳比賽會在50公尺的游泳池進行。
男女游泳均設自由式50米、100米、200米、400米、800米、1500米、100米四人接力、200米四人接力。
仰式50米、100米、200米。
蛙式50米、100米、200米。
混合式100米、200米、400米、四人100米接力。
蛙式、蝶式和自由式要由出發台上起跳入水，仰式則直接在水中出發。

### 公開水域
公開水域游泳是指在公開水域（例如湖或海）中的游泳，針對男子和女子分別有5公里、10公里和15公里。不過奧運只有10公里的男子和女子比賽。公開水域的游泳比賽多半會和其他的游泳比賽分開，只有奧運以及世界運動會才會一起舉行。

### 游泳類型
競技游泳中主要有四種競技游泳。最近三四十年下來已相對穩定，只有少許變動。分別是：
- 蝶泳
- 仰泳
- 蛙泳
- 自由泳

在比賽中，除了混合式以外，只能選擇這四種中的一種。

#### 自由泳
在自由泳比赛中，参赛者可以进行任何泳式，但在个人四式及四式接力项目中，游自由泳时则不可进行仰泳、蛙泳或蝶泳。当转身或到达终点时，自由泳参赛者可以用身体的任何部份触及池边。

#### 背泳
背泳比赛开始时，参赛者要面向出发台，并用两手握著扶手。起跳讯号发出后，参赛者要以背向下的型式完成整个赛程。赛例规定，任何参赛者在头、肩、手或手臂触及池边以作终点触池或转身触池前，必须保持背泳的正确位置，当中包括身体可以作出转动，但不能大於90度（头的位置则不在此限），否则会被取消资格。转身触池后，泳手可以作出任何转身动作，但在脚离开池边前，身体不要恢复仰泳的正确位置。否則屬犯規。

#### 蛙泳
在出发及转身后的手部动作开始，蛙泳参赛者的身体必须保持俯卧姿势，双肩亦要与水面成水平。双手必须在胸前及在水面下滑前及划后，而且除了在出发后的划水或转身后的划水，手部不能超越臀部。规则亦不容许有自由泳及蝶泳的腿部打水动作。在转身及完成赛事时，双手必须同时触及池端（在水面上或水面下均可）。无论任何时间，双手及双足的动作必须对称。

#### 蝶泳
蝶泳參賽者的雙手必須同時在水面上前移及在水面下划水。在出發及轉身後，泳手的身體必須保持俯臥，雙肩成水平，雙腿的動作亦要是同時進行。規則雖然容許雙足上下同時擺動，雙腿及雙足亦不須同一水平，但雙腿或雙足交替打水的動作卻是不允許的。在轉身及完成比賽時，參賽者的雙手必須同時觸及池端（在水面上或水面下均可），而且雙肩亦要成水平。出發及轉身後，泳手在浮上水面前，腳部可作一或多次的踢腿，但雙手卻只可以一次的划水動作。

#### 四式比賽
個人四式比賽（也称混合泳比赛）中，泳式的次序為：蝶泳、仰泳、蛙泳、自由泳。奧運中的混合式有200公尺和400公尺，有些比賽也會有100碼或100公尺的混合式，特別是14歲以下的游泳者或是新手游泳者。在四式接力比賽時，泳式的次序是：仰泳、蛙泳、蝶泳、自由式。

### 海豚踢
在1990年代以後，競技游泳最重大的改變就是加入了在水下的海豚踢（dolphin kick），在所有泳式中都可以增加初始時或轉彎後的速度。第一個成功使用的選手是大衛·貝寇夫。他在1988年奧運中，100公尺仰泳大部份時間都是在水面下游泳，在預賽時就打破了世界紀錄。另一位使用海豚踢的選手是參加1996年亞特蘭大奧運的丹尼斯·潘克拉托夫，100公尺蝶泳有一半是在水面下游泳，獲得金牌。過去十年內，美國選手最常使用海豚踢取得優勢：最著名的是奧運和世運會金牌：迈克尔·菲尔普斯和瑞安·洛赫特。不過目前FINA的規則已改變，在水面下的游泳不得超過15公尺。此外，FINA提出在蛙泳時，只能在正常蛙泳踢水前加上一次海豚踢，之後就不允許海豚踢
海豚踢最常見於中距離的自由泳項目，以及各距離的仰泳及蝶泳項目，海豚踢在短距離的自由泳效果不好。不過這隨著2008年12月在克羅埃西亞里耶卡進行歐洲短程游泳錦標賽時，引入的technical suits而有改變。阿莫里·勒沃在100公尺自由泳創下44.94秒的新世界記錄，在50公尺自由泳的時間是20.48秒，50公尺蝶泳的時間是22.18秒。他和其他的參賽不同，他大部份時間都在水面下用海豚踢來游泳。

## 競賽用池

簡化的FINA長水道游泳池標準的圖，在世界游泳錦標賽以及夏季奥林匹克运动会會使用此標準的泳池

世界游泳錦標賽的泳池需長50公尺（長水道），寬25公尺，有十個水道，分別從0到9（或是從1到10）標示，若在半準決賽或是準決賽，不會使用最外圍的二個水道。水道至少要2.5公尺寬，在水道兩端需配置啟動塊（starting block），大部份也會有自動裁判設備（Automatic Officiating Equipment），包括記錄時間的觸碰板以及確保接力游泳合法性的感測器。游泳池水深至少要2公尺。
FINA其他比賽用的游泳池可能只符合上述的部份條件，可能只有八個或是六個水道，有些只有25公尺長（短水道）。世界纪录中會將長水道和短水道的紀錄分開計算，因為短水道和長水道的轉身次數不同會影響時間。

## 泳季
競技游泳中，不論是游泳俱樂部到國際性的比賽，多半會在秋季和冬季使用短水道（25公尺或25碼）游泳池來比賽，春季和夏季使用長水道（50公尺）游泳池及開放水域來比賽。歐洲、美國和澳洲使用長水道和短水道的具體月份有些不同。
美國以外的國家，游泳距離都是用公尺計算，美國短水道的比賽會用碼計算，長水道的比賽仍維持公尺。
每一年的泳季都是由短水道的比賽開始，讓新進的游泳者可以進行較短程的比賽。例如，在短水道的泳季，新進的游泳者可以用新學習的游泳姿勢參加25公尺的游泳競賽，若是在短水道的泳季，新進的游泳者就需要參加50公尺的游泳競賽。

## 游泳裁判
為了要完成游泳比賽，需要以下幾類的裁判人員：
- 裁判長（Referee）：裁判長管理所有的裁判人員，會執行FINA的所有規則以及決定，對比賽的進行有完全的責任，對於哪一位參賽者贏得比賽，作最終的決定。在比賽前，裁判長會用哨音提醒選手準備，接著手指向發令員，將剩下的出發號令交給發令員來發佈。
- 發令員（Starter）：出發號令由發令員發佈。若發令員發現有選手在發令員宣佈比賽開始前就提早出發的情形，可以讓選手再退到預備位置。若選手在開始時有不公平優勢的情形，發令員也可以提出，要求該選手stand、relax或step down。
- 檢錄員（Clerk of course）會在比賽開始前聚集選手，依之前的成績決定其熱身順序（以往成績越慢的，越早熱身），也要記錄報到或是晋級半準決賽（或準決賽），但退出（scratch）的選手。
- 計時員（Timekeepers）負責記錄各自水道選手的時間。就算有自動裁判設備（automatic officiating equipment），仍需要有計時員輔助計時，只有在有影像記錄系統時才不需計時員。計時主任會決定每一位計時員的水道。大部份的競賽中，一個水道會有一到多名計時員。
- 轉身檢察員（Inspectors of turns）：轉身檢察員會分配在游池的兩端，一個轉身檢察員負責一到多個水道，他們檢查轉身、開始及抵達終點的姿勢是否符合規定。並且可以對選手違規或是取消資格的事項提出報告。
- 姿勢檢查員（Judges of Stroke）：姿勢檢查員在游池的兩側，觀察選手游泳的姿勢是否符合規則。
- 終點裁判員（Finish judges）：終點裁判員判斷抵達終點的順序，並確認是否符合規定（蛙泳和蝶泳需雙手同時碰到終點，仰泳需以臉朝上的姿勢碰到終點）。

若有裁判觀察到選手違反規定，可以向裁判長報告。裁判長可以就他自己觀察到的違規事項，或是裁判回報的事項，判定選手取消資格（disqualify，DQ）。所有的取消資格都是由裁判長決定。
被取消資格的選手可以提出申訴。申訴會由其他高層人員審理，不會由裁判長或其他裁判處理。

## 泳衣和泳具

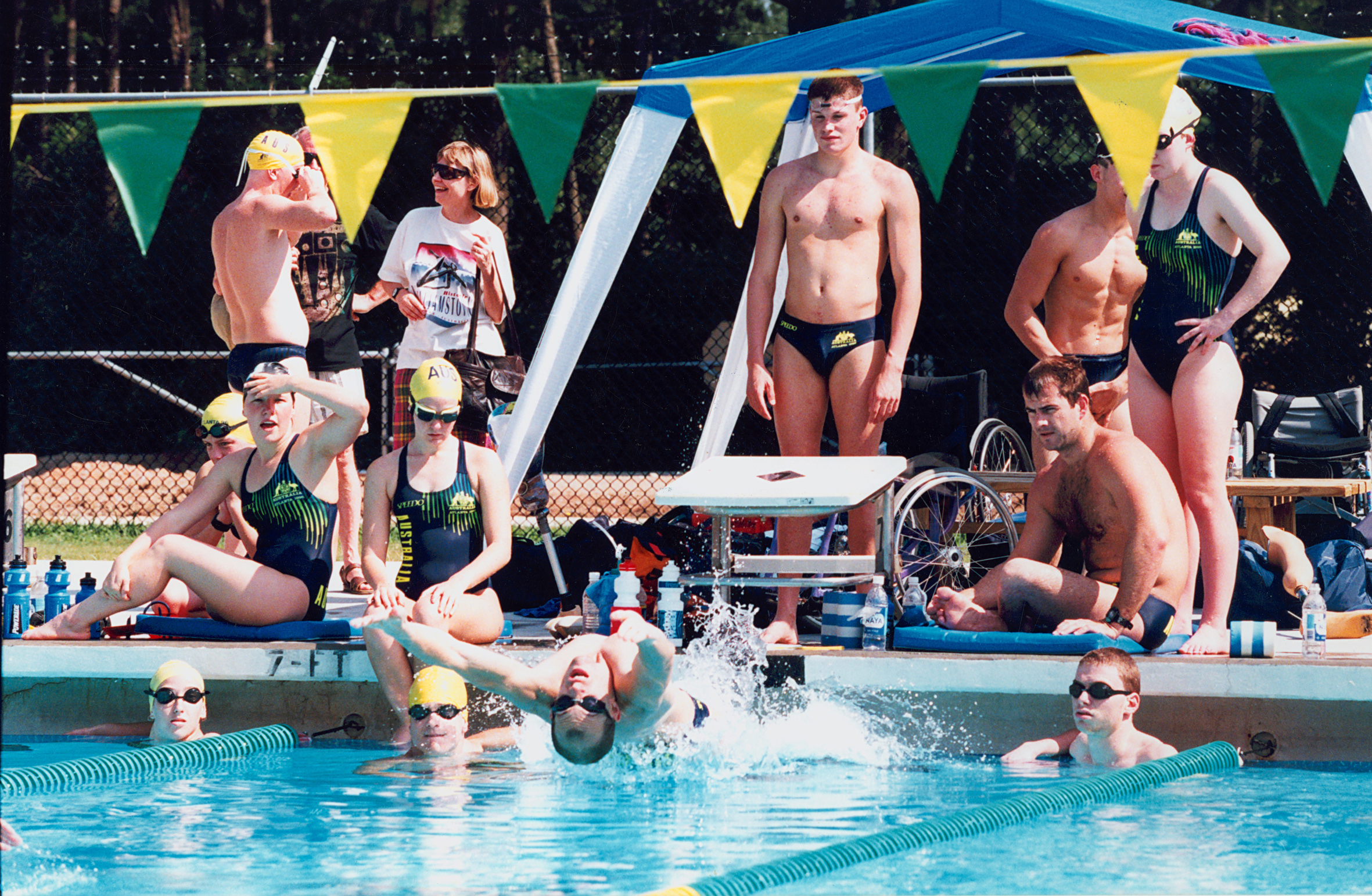
1996年澳洲游泳代表隊的泳衣

泳衣競賽泳衣要造成速度上的優勢，也要包覆裸露皮膚。FINA在2009年修改規定，禁用聚氨酯的泳衣，原因是這種泳衣可以產生較大的浮力。FINA也禁止男性的泳衣覆蓋住肚臍以上，或膝蓋以下的部位，女性泳衣則禁止超過肩膀或繞過頸部的款式。
泳帽泳帽減少選手頭髮的阻力，因此可以保護頭髮。泳帽材質可以是乳膠、矽膠、氨綸或萊卡。
护目镜护目镜避免眼睛直接接觸到游泳池的水和氯氣。若在室外場地時，也可以用有色的护目镜以避免反光。若是有視力問題的選手，可以戴有眼科醫師處方的护目镜。
蛙鞋蛙鞋可以讓打水的速度更快，也可以建立肌肉強度和技巧，但在比賽中不得使用。蛙鞋也可以讓選手在打水時讓腳維持在正確的位置。
阻力衣阻力衣是讓選手在練習時增加阻力用的，目的是讓選手在練習時可以有較大的訓練量，在真正比賽時的效果較好。在比賽時不會穿阻力衣。
手槳手槳是在限制手部動作時，建立手臂和肩膀強度的工具。一般會是塑膠的材質，和手之間用橡膠或其他有彈力的材料連接。
浮板浮板是泡沫板，在選手練習打水時可以支撐上半身的重量。
夾腳浮球夾腳浮球會和手槳一起使用，在訓練上半身運動時，讓下半身有浮力，也限制腳無法打水。夾腳浮球也會選用輕質的材料，在水中會浮起。夾腳浮球一般會放在大腿之間。
水下呼吸管水下呼吸管是塑膠的裝置，讓游泳者在水中可以呼吸。此設備可以讓選手練習將頭維持在同一個位置，也訓練適當的呼吸方式，用口吸氣，用鼻子呼氣。這和賽跑者的呼吸方式是相反的，賽跑者是用鼻子吸氣，用口呼氣。
節拍器在游帽或是泳鏡上的節拍器可以讓選手維持一定的節奏和速度。
腳趾鰭腳趾鰭（Zoomers）是橡皮的鰭，可以讓選手游的更快，但其代價是需要更費力。

### 泳衣
泳衣的知名品牌有Arena、速比涛（Speedo）、TYR和愛迪達（Adidas）等。泳衣最耐用的材料是聚酯纖維。一般泳衣和競賽泳衣的差異是競賽泳衣較緊，會壓縮游泳者的肌肉，一般泳衣強調容易穿脫，在休閒活動時更加舒適。
最近許多新的科技可以用泳衣提昇游泳者的速度。全身泳衣已被禁用，不過非常高階的游泳選手會穿著雷射接合的泳衣，因為縫合邊會增加阻力。雷射接合泳衣的缺點是不舒適，而且很緊，若沒有小心的穿脫，可能會破損。

#### 男性

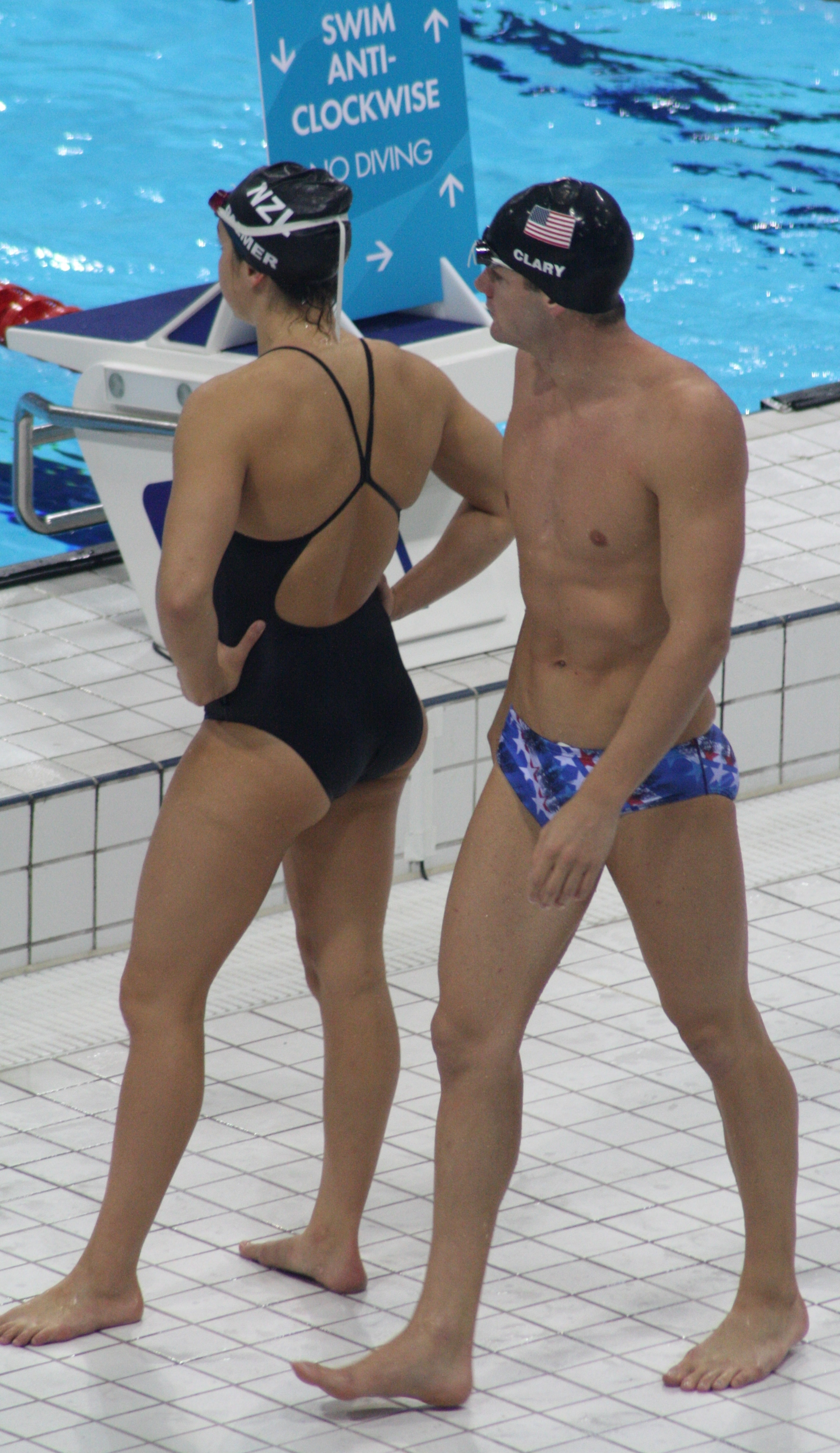
2012年時，美國隊的奧運金牌得主泰勒·克萊里穿著三角泳褲，而海莉·帕爾默穿的是交叉工字背（racerback）的连体泳衣

男性最常穿著的泳衣有三角泳褲和及膝泳褲（jammers）。男性游泳時多半會赤裸上身。
在2008年夏季奥林匹克运动会後，許多游泳選手穿了革命性突破的泳衣，因而造成爭議。這種泳衣包覆住二隻腳，那年有許多選手打破記錄，2008年打破了70個世界紀錄，2008年奧運會中，打破了66個奧運紀錄，也是唯一一次有五名游泳選手游的比以往的世界紀錄更快的一次奧運。
自從2010年7月1日起，男性泳衣的包覆範圍最高只能到腰，最低只能到膝蓋。男性也只能穿一件式泳衣，不能穿著及膝泳褲加上三角泳褲。這項規定是在2008年北京奥运以及2009年世界游泳錦標賽的爭議後訂定的規定。

#### 女性
女性的競賽泳衣是一件式的，背後比較薄，也比較高，以便於運動。在練習時仍然可以穿二件式的泳衣。背部的變化主要是背部泳衣的寬度以及其幾何設計。常見的設計有：racerback、axel back、corset、diamondback及butterfly-back/Fly-Back。也有不同長度的款式：四分之三長（及膝）、正常長度（肩膀到臀部）以及比基尼泳衣（兩件式）。自從2010年1月1日起，女性的競賽泳衣不能超過肩膀或是膝部。

#### 阻力衣的使用
阻力衣的目的是要增加選手在水中的阻力，以便在競賽前的訓練。其他種類的阻力衣包括尼龍、舊泳衣以及T恤。在訓練時穿著可以增加訓練的強度，在競賽時脫掉，因為阻力變小，因此速度會更快。有些選手會用籃球球衣穿在浴衣裡面，或是穿二件浴衣。
阻力衣的缺點會使劃水的效果下降，這是因為游泳者本身的疲勞。當游泳者疲勞時，許多組肌肉也已經疲勞了。因此身體會試著用其他部位的肌肉來劃水，使得其效果降低。

## 精英及國際游泳賽事
精英及國際游泳賽事就是游泳選手的最高賽事，其中包括奥林匹克运动会和世界游泳錦標賽。

### 職業、非職業和業餘
競技游泳有不同的程度，可以分為職業、非職業和業餘。職業游泳選手的薪資來自國家游泳主管機關以及外部的贊助廠商。非職業游泳選手可以從國家游泳主管機關獲得一些補助，業餘者則沒有贊助。其他比賽的奬金很少，2015年FINA世界杯每一個比賽的總獎金美金3000元，分給前三名，2014–15年美國的Grand Prix Series獎金是1,800美金，而2015年世界游泳錦標賽每一個比賽的總獎金美金六萬元，分給前八名。

## 開放水域下的游泳競賽

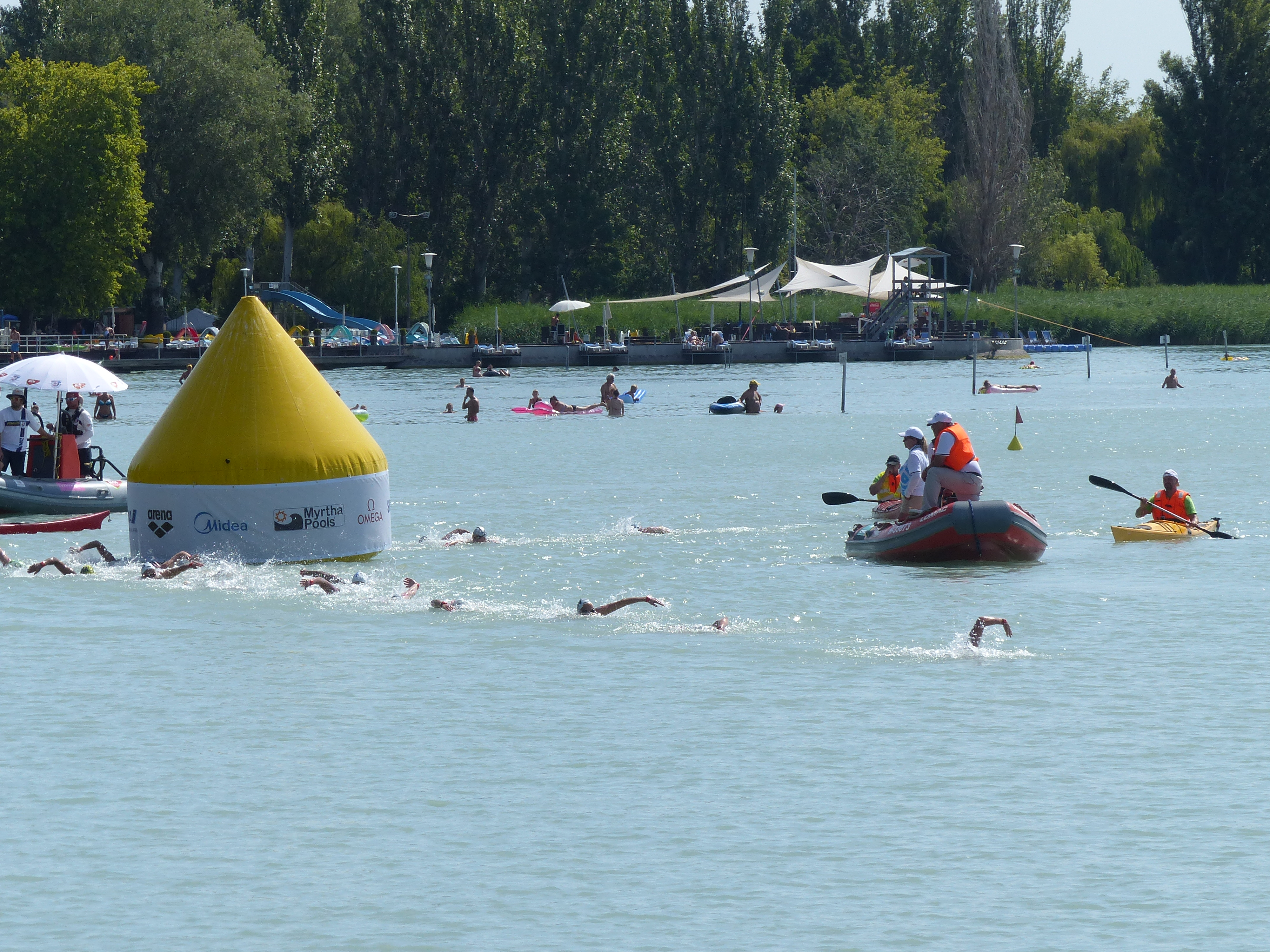
游泳者必須繞過黃色的目標

開放水域游泳是指在一般游泳池以外的場所游泳，多半是湖上，也有可能是海上。開放水域游泳在最近開始盛行，特別是在2005年在奧運加入10公里開放水域游泳比賽之後，後來的第一次比賽是在2008年的北京奧運。
以參與人數來看，最大規模的海泳是在澳洲，包括Pier to Pub、Cole Classic和Melbourne Swim Classic共有約五千名游泳者。

## 游泳比賽的變化
由於訓練技術的提昇，以及科技的發展，游泳的速度越來越快。
前幾屆的奧運不是在游泳池中進行，是在開放水域中進行（1896年在地中海，1900年在塞納河，1904年在人工湖中，1906年的屆間運動會也是在地中海）。1904年夏季奥林匹克运动会的自由式比賽是唯一一次長度是一百碼的奧運比賽。1908年夏季奥林匹克运动会時興建了100米長的游泳池，在主體育場田賽和徑賽場地的中央。1912年夏季奥林匹克运动会在斯德哥爾摩進行，是第一次在奧運中有女子的游泳比賽。

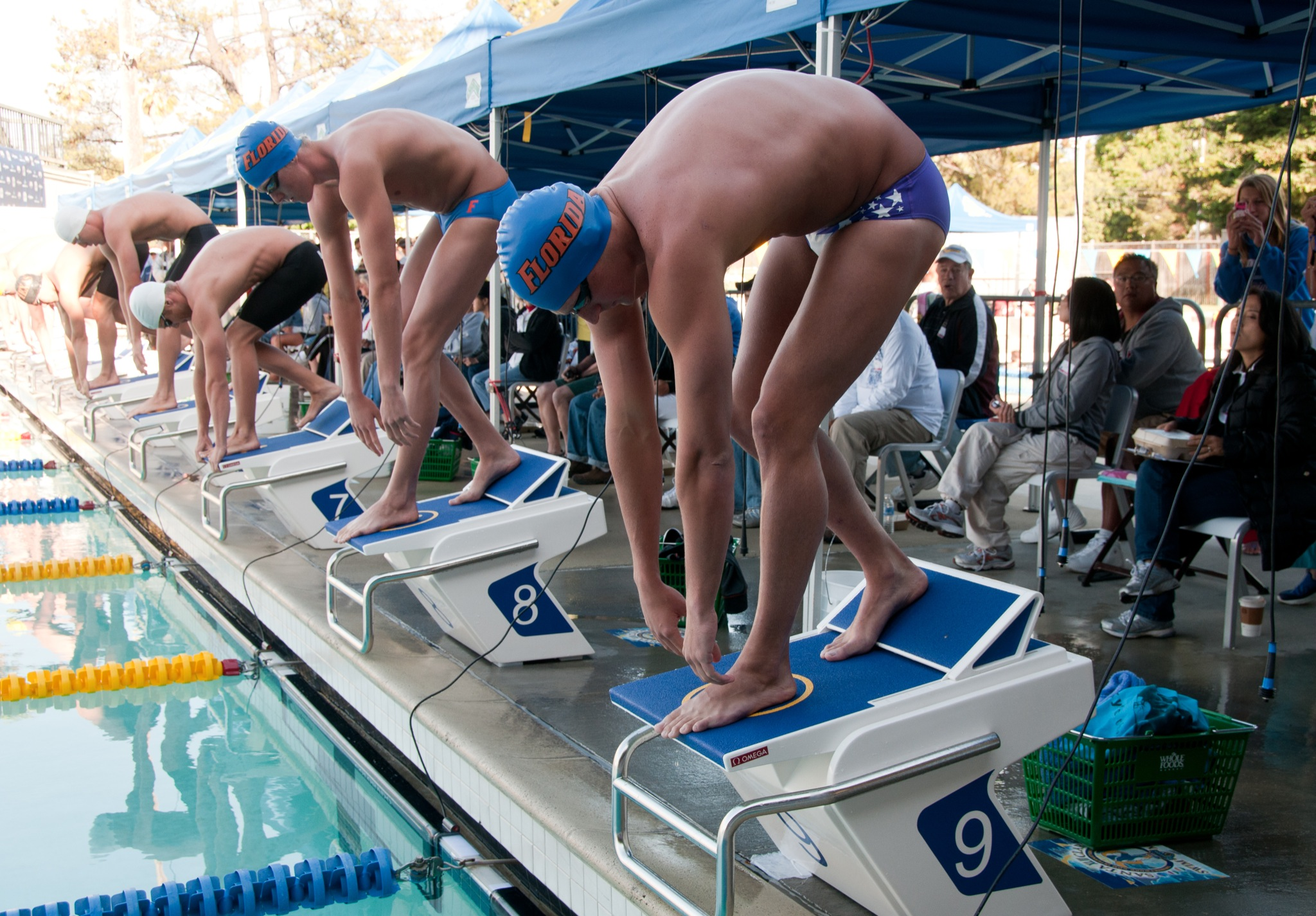
奧運選手瑞恩·洛赫特（Ryan Lochte）（靠近鏡頭者）站在楔形出發跳台。游泳選手會進行預備的等长运动，在其彎曲腿上增加往下的壓力。可以事先給肌力負荷，使接下來的游泳更加有力。

男性游泳者在1940年代以前是穿著全身的泳衣，在水中的阻力比現在的泳衣要大。目前的競賽泳衣包括工程纖維以及設計，目的是減少在水中的阻力，也避免選手疲勞。此外，泳池的設計也一直往減少阻力的方式設計。有些設計可以減少游泳者的阻力，使其游的更快。這些設計包括適當的泳池深度、消除水流、增加水道寬度、吸收能量的水道分隔線及排水溝，再加上使用先進的液壓、聲學及照明設計。在出發跳台的設計上也有很多的變化，以往出發跳台很小、很窄，而且是直的，近來出發跳台變大、變寬，其表面是傾斜往游池的方向。而且，目前的出發跳台在其後端有一個突起的楔形塊，讓游泳選手可以維持90度角的蹲伏姿勢，在出發時後腳往後踏，使其出發的力量變大。
1924年夏季奥林匹克运动会是首次使用50公尺有標線的游池。在自由式競賽時，游泳選手原來是從池邊跳水入水，在1936年夏季奥林匹克运动会時加入了跳水塊。水中翻滾轉彎是在1950年代出現，护目镜在1976年夏季奥林匹克运动会時首次在奧運會上使用。
在20世紀末時也有一些有關技巧上的變化。蛙泳選手允許將頭沈在水中滑行，讓划水的距離更長，時間也可以更快。但是在每個循環結束時必須將頭抬起。此外，在蛙泳的開始和轉身時加入了鑰匙洞形划水（key hole pull）以加快划水速度。現在在開始和轉身時，蛙泳選手都可以進行一次蝶泳以提高速度，這是在2014年12月時生效的。仰泳選手現在允許在牆前翻身以進行翻轉（flip-turn），以往必須先碰到牆，再往後翻轉。有一種翻轉的方式稱為bucket turn，有時會用在個人混合式游泳，從仰泳轉換為蛙泳的轉身時。

## 紀錄
1908年國際游泳聯合會的成立也代表官式游泳世界纪录的開始。當時只要在長度不小於25碼的游泳池內的游泳紀錄都可接受，長距離的游泳比賽也允許中距離分段計時。現今的世界紀錄只接受用自動裁判設備紀錄的時間，若是自動裁判設備故障時，才允許接受用半自動裁判設備紀錄的時間。
自從1948年起，300碼、300公尺、1000碼及1000公尺的自由式，400公尺仰泳、400公尺和500公尺的蛙泳都不再列為紀錄。1952年起，500碼和500公尺自由式、150公尺仰泳、以及3×100 m混合式接力也不再列為紀錄。
1952年時，美國和日本的國家游泳協會在FINA會議時建議將短水道泳池和長水道泳池的紀錄分開，在4年年後的FINA會議中決定，世界紀錄只接受50公尺長水道池的比賽結果。
1969年時，FINA認可的世界紀錄有31項，男子16項，女子15項，大致對應當時夏季奥林匹克运动会游泳比赛的項目。
電子計時設備的導入，在準確度和可靠度的提昇，使得1972年8月21日起，游泳紀錄可以計數到0.01秒。
自從1991年3月3日起，短水道泳池（25公尺泳池）的紀錄開始認可為「短水道世界紀錄」。1956年到1991年之間，短水道的紀錄不被官方認可，會視為「世界最佳時間」（world best time、WBT）。自1994年10月31日起，50公尺仰泳、蛙泳及蝶泳的成績也列在官方的紀錄列表中。
FINA目前認可的男子和女子游泳紀錄如下：
- 自由式：50公尺、100公尺、200公尺、400公尺、800公尺、1500公尺。
- 仰泳：50公尺、100公尺、200公尺。
- 蛙泳：50公尺、100公尺、200公尺。
- 蝶泳：50公尺、100公尺、200公尺。
- 個人混合泳：100公尺（只有短水道）、200公尺、400公尺。
- 接力：4×50公尺自由式（只有短水道）、4×100公尺自由式、4×200米自由泳、4×50公尺混合接力（只有短水道）、4×100米混合泳接力
- 男女混合接力：4×50公尺男女混合自由式（只有短水道）、4×100公尺男女混合自由式（只有長水道）、4×50公尺男女混合自由式（只有短水道）、4×100米男女混合泳（只有長水道）

### 歷史性的突破
- — 表示目前紀錄已突破此時間，不確定突破的日期。
- 若目前世界紀錄尚未低於此時間，會列出目前紀錄比此時間多的秒數。

| Distance            | Distance | Styles                    | Styles                     | Styles               | Styles                  | Styles               | Styles                | Styles              | Styles                     | Styles               | Styles                |
| Distance            | Distance | 自由式                    | 自由式                     | 仰泳                 | 仰泳                    | 蛙泳                 | 蛙泳                  | 蝶泳                | 蝶泳                       | 混合                 | 混合                  |
| ------------------- | -------- | ------------------------- | -------------------------- | -------------------- | ----------------------- | -------------------- | --------------------- | ------------------- | -------------------------- | -------------------- | --------------------- |
| Distance            | Distance | 男                        | 女                         | 男                   | 女                      | 男                   | 女                    | 男                  | 女                         | 男                   | 女                    |
| 50m 30秒以下        | 長水道   | —                         | —                          | —                    | —                       | —                    | 2009年 Jessica Hardy  | —                   | —                          |                      |                       |
| 50m 30秒以下        | 短水道   | —                         | —                          | —                    | —                       | —                    | 2002年 Emma Igelström | —                   | —                          |                      |                       |
| 100m 1分鐘以下      | 長水道   | 1922年 Johnny Weissmuller | 1962年 唐·弗雷泽           | 1964年 Thompson Mann | 2002年 Natalie Coughlin | 2001年 Roman Sludnov | +4秒                  | 1960年 Lance Larson | 1977年 克里斯蒂安娜·克纳克 |                      |                       |
| 100m 1分鐘以下      | 短水道   | —                         | —                          | —                    | —                       | —                    | +2.5秒                | —                   | —                          | —                    | 1999年 Jenny Thompson |
| 200m 2分鐘以下      | 長水道   | 1963年 Don Schollander    | 1976年 Kornelia Ender      | 1976年 John Naber    | +4秒                    | +7秒                 | +19秒                 | 1976年 Roger Pyttel | +2秒                       | 1991年 道尔尼·陶马什 | +6秒                  |
| 200m 2分鐘以下      | 短水道   | —                         | —                          | —                    | 2014年 Katinka Hosszú   | +0.5秒               | +14.5秒               | —                   | 2014年 Mireia Belmonte     | —                    | +2秒                  |
| 400m 4分鐘以下      | 長水道   | 1973年 Rick DeMont        | 2009年 Federica Pellegrini |                      |                         |                      |                       |                     |                            | +4秒                 | +26秒                 |
| 400m 4分鐘以下      | 短水道   | —                         | 2003年 琳赛·本科           |                      |                         |                      |                       |                     |                            | 2007年 László Cseh   | +19秒                 |
| 800m 8分鐘以下      | 長水道   | 1979年 Vladimir Salnikov  | +5秒                       |                      |                         |                      |                       |                     |                            |                      |                       |
| 800m 8分鐘以下      | 短水道   | —                         | 2013年 Mireia Belmonte     |                      |                         |                      |                       |                     |                            |                      |                       |
| 1500m 15分鐘以下    | 長水道   | 1980年 Vladimir Salnikov  | +26秒                      |                      |                         |                      |                       |                     |                            |                      |                       |
| 1500m 15分鐘以下    | 短水道   | —                         | +20秒                      |                      |                         |                      |                       |                     |                            |                      |                       |
| 4 × 100 m 4分鐘以下 | 長水道   | 1938年 美國隊             | 1972年 美國隊              |                      |                         |                      |                       |                     |                            | 1964年 美國隊        | 2000年 美國隊         |
| 4 × 200 m 8分鐘以下 | 長水道   | 1964年 美國隊             | 1986年 東德隊              |                      |                         |                      |                       |                     |                            |                      |                       |

## 運動傷害

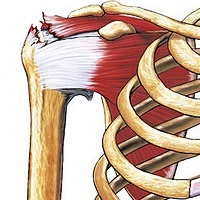
肩袖（rotator cuff）所在的位置，以及肩膀受傷的示意圖。肩袖是游泳者最容易受傷的部份

肩膀的肩袖是游泳者最容易受傷的部份。肩袖的受傷是因為反覆性的創傷以及過度使用。若手臂在身體水平面以上的位置反覆的出力，肩關節容易受傷。不論哪一種游泳姿勢中，都會有在肩關節容易受傷的手臂位置。在肩袖的四個肌腱中，棘上肌的肌腱最容易受傷。肩袖撞擊是因為手臂舉起時，肩胛骨的一部分對肩袖所加的壓力。
最好避免受傷的方式是提早找到問題。一般而言，技巧不佳以及肌肉群的過度使用是受傷的主要原因。透過和游泳者、教練、家長和醫護員的溝通下，可以在嚴重傷害形成前診斷到問題。此外，在進行劇烈運動外，需進行適當的暖身、伸展及力量訓練。
在治療肩袖的受傷時，最重要的因素是時間。因為關節主要會被肌肉和肌腱所穩定，因此需完全癒合創傷，以避免復發。太快恢復游泳或其他需出力的運動可能會讓肌腱退化，造成斷裂。在復健時時期的重點是在肩袖以及肩胛骨的強化。
另一種常見的運動傷害是蛙式膝（breaststroke knee）或泳者膝（swimmer's knee）。這是因為在蛙泳時踢腿的動作所造成，踢腿的動作會會導致膝蓋磨損，最後會導致持續的疼痛，近期的研究指出：蛙式膝一開始只在踢腿時會疼痛，但後來會演變成每天活動時都會疼痛，不論是否運動都會疼痛。

## 外部連結
- International Swimming Federation （页面存档备份，存于） – the international governing body.